# شورای عالی شهرسازی

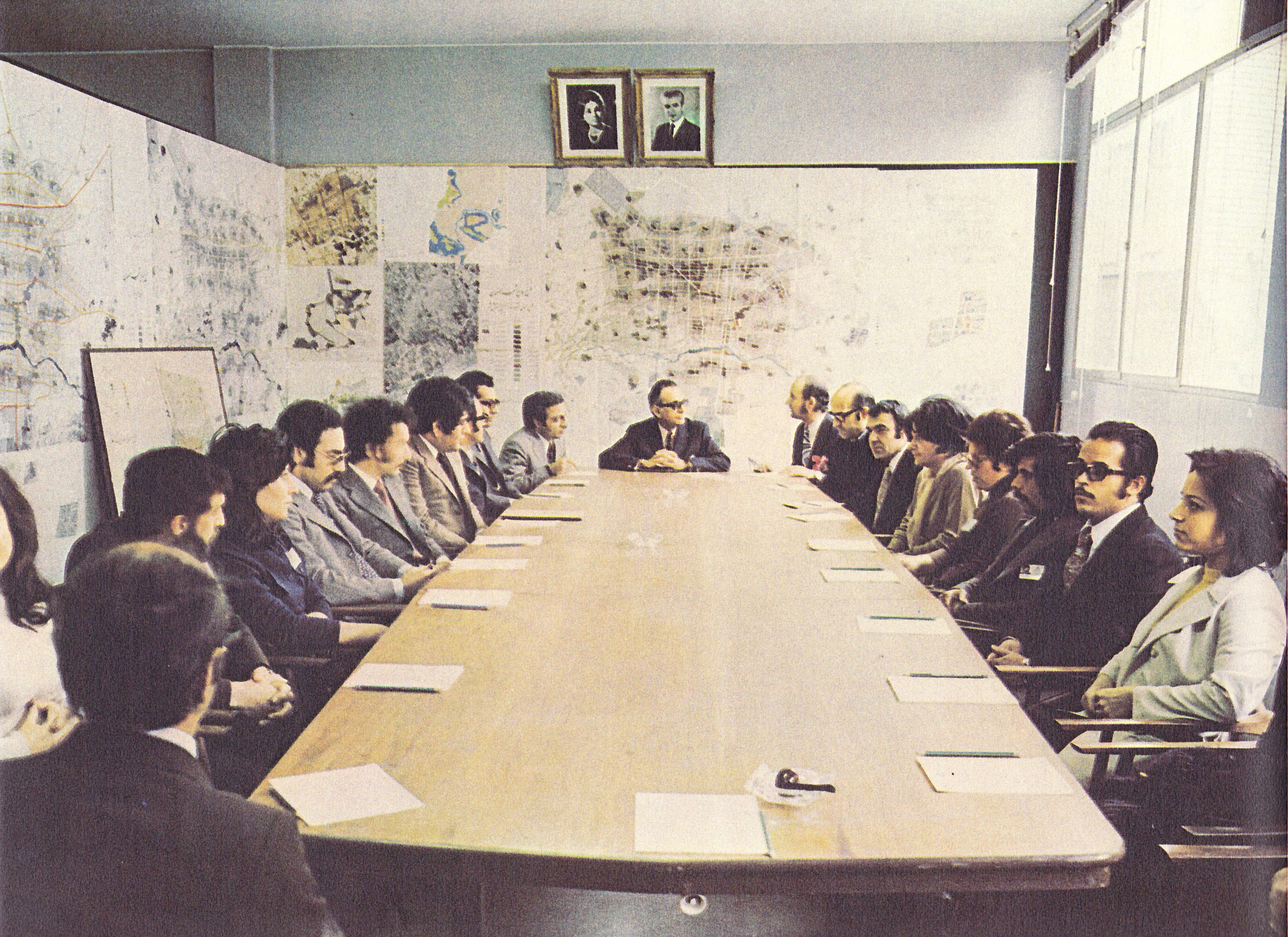
شورای عالی شهرسازی و معماری

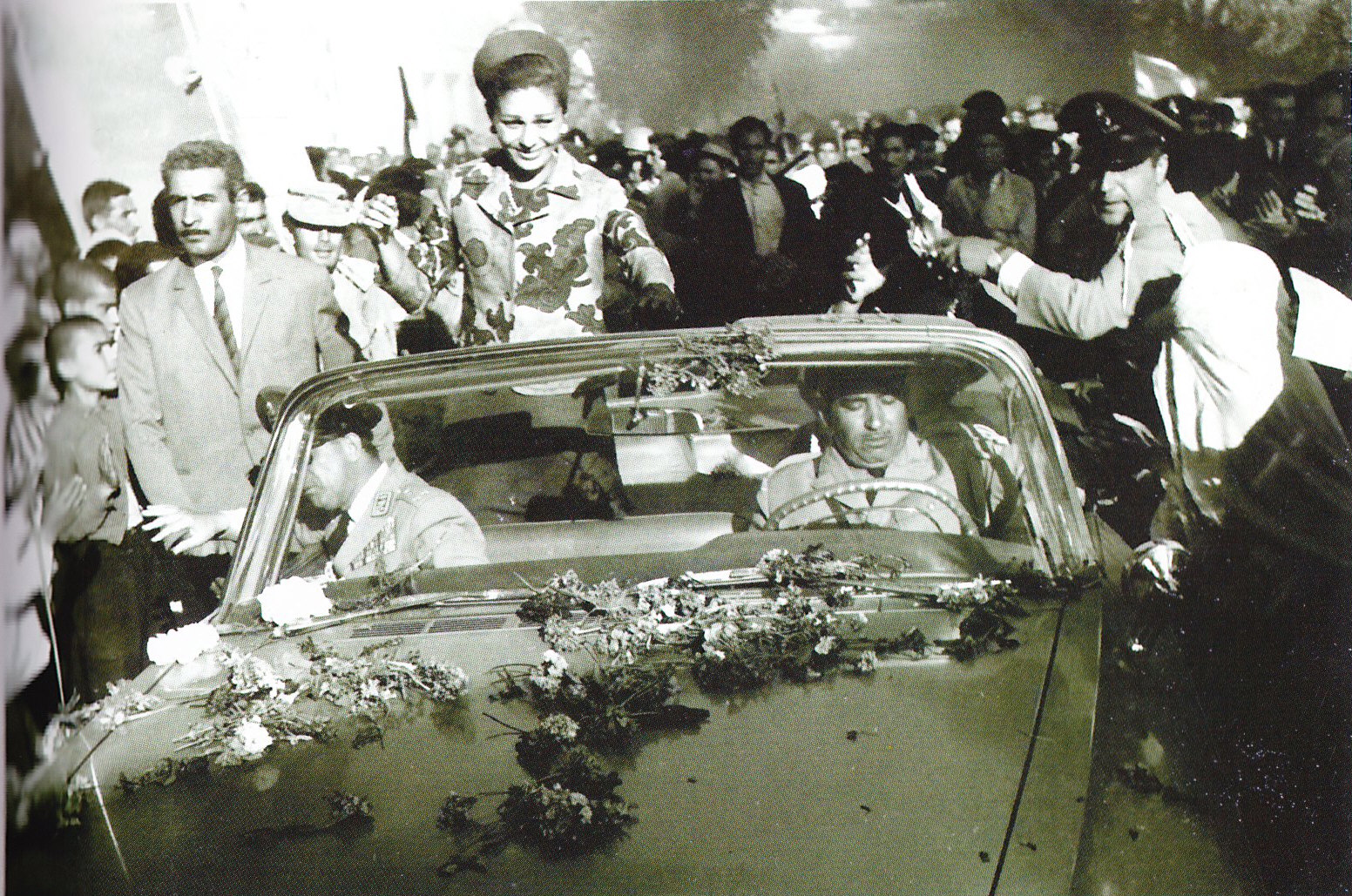
فرح پهلوی در بازدید از قروه

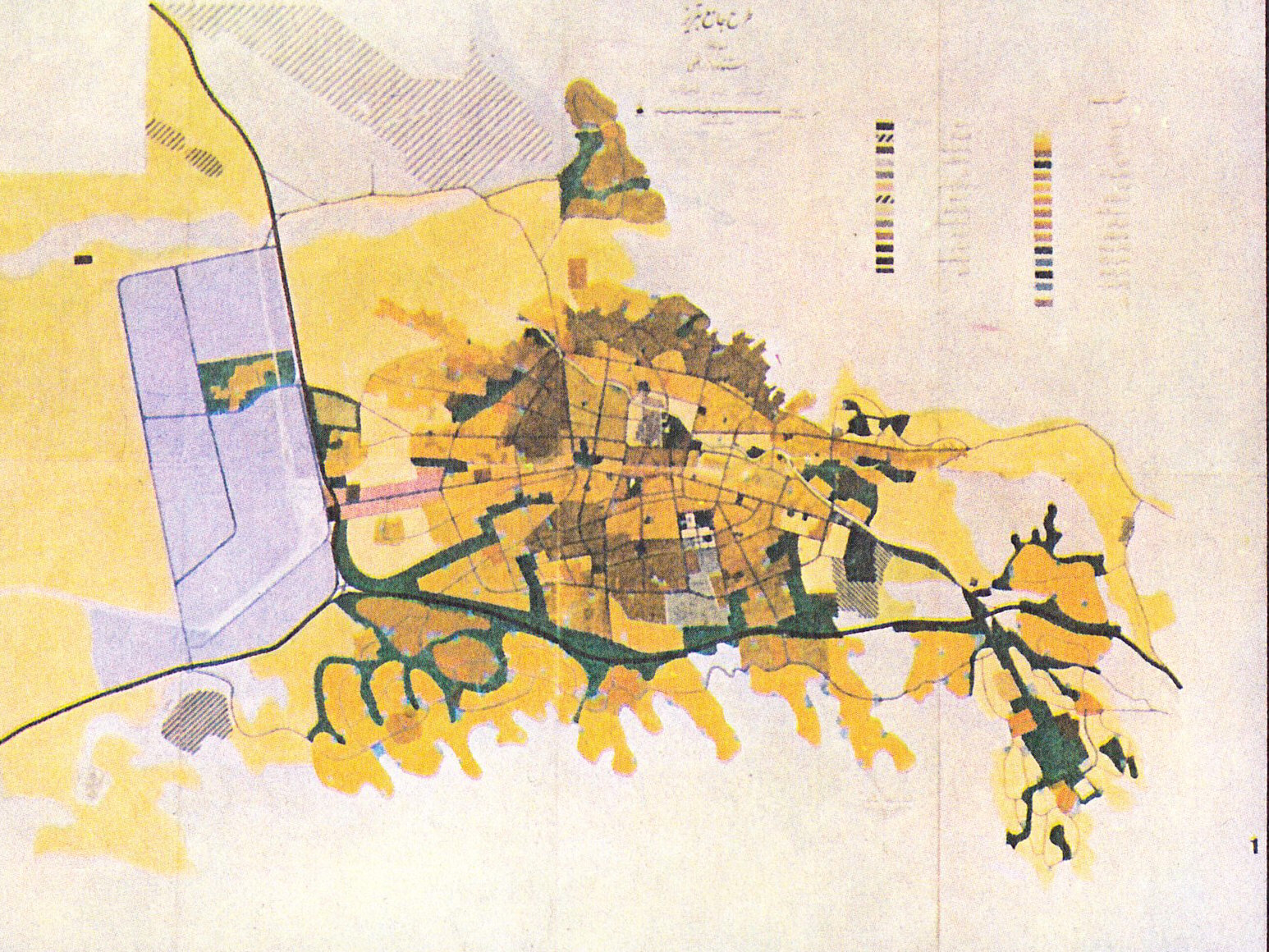
طرح جامع شهرسازی تبریز

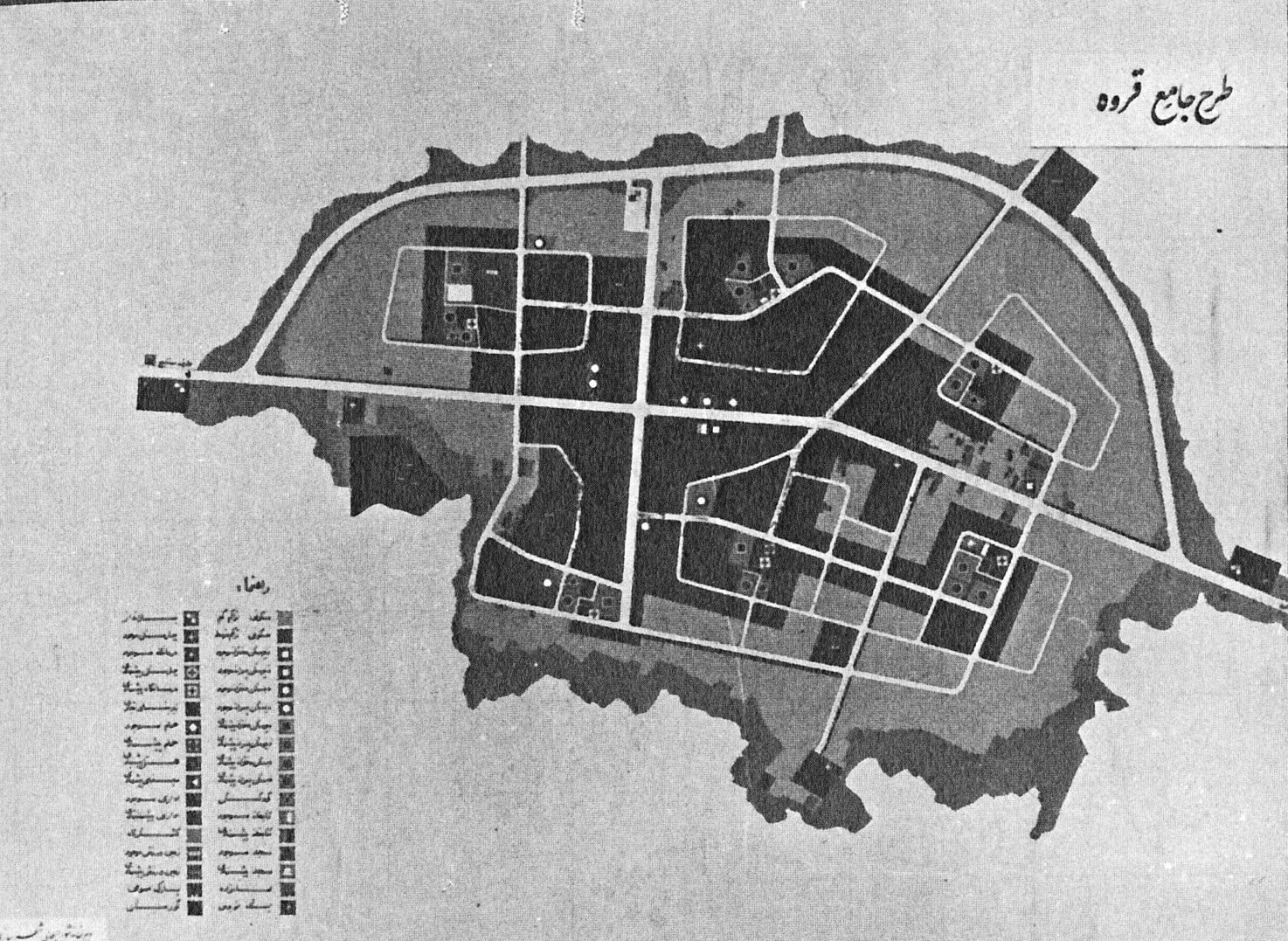
طرح جامع شهرسازی قروه

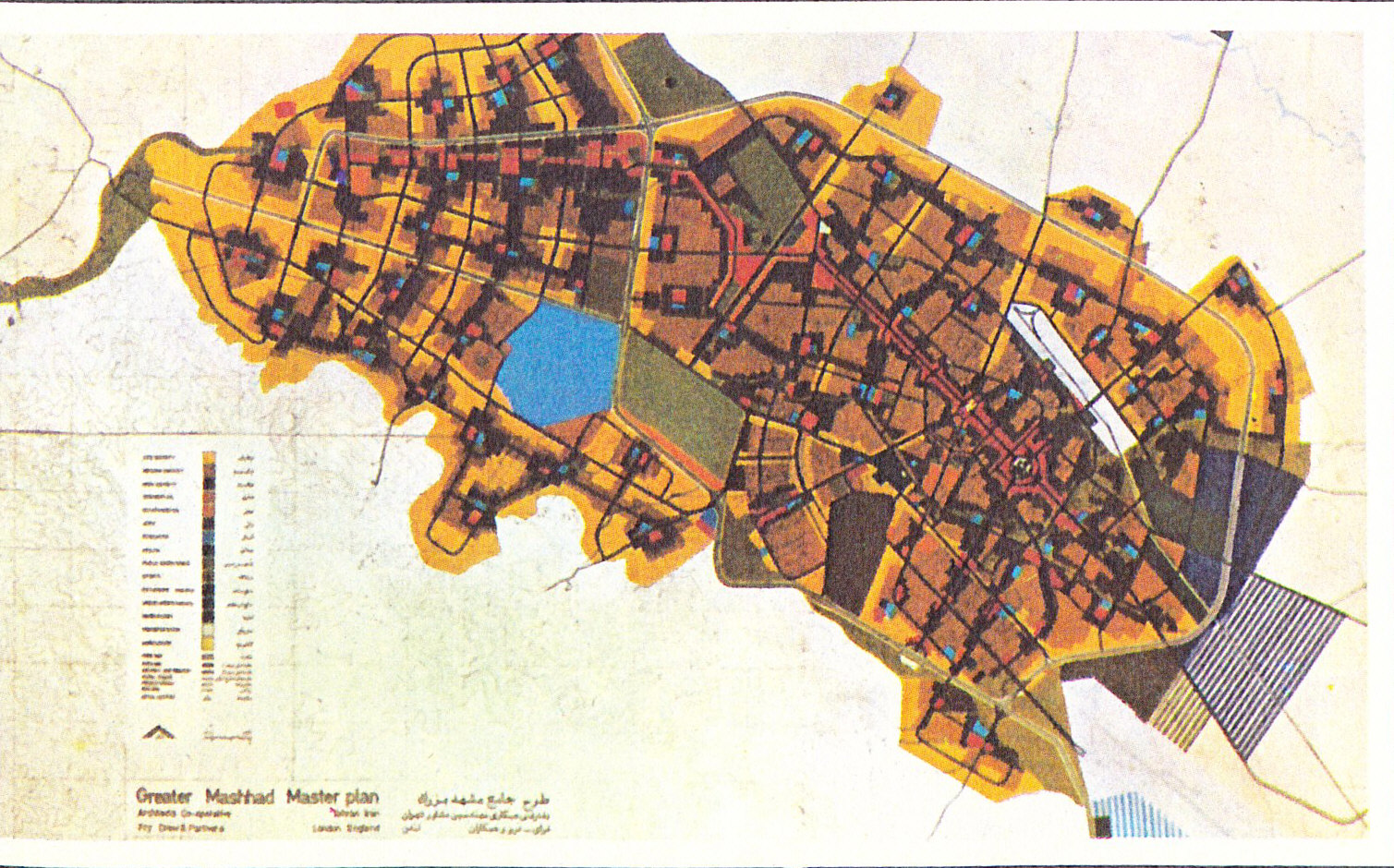
طرح جامع شهرسازی مشهد بزرگ

شورای عالی شهرسازی سازمانی است که در وزارت آبادانی و مسکن تشکیل شد و از سال ۱۳۴۴ به ریاست عالیه فرح پهلوی آغاز به کار نمود. این شورا تعیین اولویت پروژه ها، بررسی و تصویب آیین‌نامه‌های شهرسازی، و تعیین و تصویب معیارهای ساختمانی و بررسی قوانین شهرسازی را بر عهده دارد.

## هدف‌ها
هدف‌های شورای عالی شهرسازی بدین قرارند: 
- - برگزیدن سیاست همگانی شهرسازی و هماهنگ کردن برنامه‌های شهرسازی با برنامه‌های عمرانی.
- - بررسی و تصمیم‌گیری دربارهٔ جلوگیری از گسترش بی رویه شهرها تا زمانی که طرح جامع برای آن‌ها تهیه نشده‌است.
- - تهیه نقشه جامع برای شهرهای کشور و اجرای طرح‌های نام برده

## سازمان
شورای عالی شهرسازی از وزیر کشور، وزیر آبادانی و مسکن، وزیر آب و برق، وزیر اقتصاد، وزیر فرهنگ و هنر، وزیر جنگ و وزیر بهداری، مدیر عامل سازمان برنامه، شهردار تهران، رئیس دانشکده هنرهای زیبای دانشگاه تهران، معاون وزارت دادگستری و سرپرست اداره ثبت، سرپرست سازمان جلب سیاحان، رئیس مؤسسه تحقیقات و مطالعات اجتماعی دانشگاه تهران تشکیل می‌شود.
شورای عالی شهرسازی و معماری دارای یک دبیر کل است که از بین مهندس‌های عالی رتبه بنا به پیشنهاد وزیر کشور و وزیر آبادانی و مسکن و تصویب هیئت دولت به درازای سه سال تعیین می‌شود.

## فعالیت‌ها
نوسازی در شهرها می بایستی به فرمی انجام شود که با تغییرهای اقتصادی و اجتماعی حال و آینده و نیز با شرایط ویژه جا و مکان سازگار باشد. طرح‌های جامع شهرها دستاوردهای مثبتی داشت که در سرو سامان دادن به وضع شهرها به تدریج نمودار شد. اهمیت طرح‌های جامع شهرها بدین بود که نه تنها برای از بین بردن سختی‌ها و مشکلات شهری و چگونگی بافت ترمیم بافت قدیمی آن‌ها چاره جویی‌ها و پیشنهادهای اساسی می شد بلکه با پیش‌بینی تغییرات اجتماعی، اقتصادی و جمعیتی شهرهای ایران همه گونه تأسیسات و تجهیزات که بتواند جواب گوی نیازهای آینده مردم این شهرها باشد در نظر گرفته شد.
از ۳۱ طرح جامعی که از آغاز بنیان شورای عالی شهرسازی آماده گشته بود ۲۱ طرح جامع شهری به انجام رسید و برای بهره‌برداری به شهرداری‌ها و سازمان‌های وابسته داده شد.
پروژه‌های جامع شهری برای شهرهای تهران، تبریز، مشهد، اسپهبان، شیراز، رشت، اهواز، قزوین، بندر پهلوی، بندرعباس، همدان، بهبهان، چالوس، نوشهر، بابل، بابلسر کرج، بندرلنگه، سربندر، آب معدنی سرعین اردبیل، آب معدنی لاهیجان انجام یافته بودند.
پروژه‌های اراک، خرمشهر، آبادان، بندر شاهپور، آذربایجان، قروه، مریوان، کلاردشت، دشت نظیر، کرند و ییلاقی‌های اطراف سد فرحناز در بخش آخرین آماده‌سازی بودند
پروژه‌های جامع دیگری نیز برای شهرهای بزرگ کشور چون یزد، کاشان، کرمانشاه، کرمان، و غیره طراحی شد و قوانین و مقررات شهر برای برنامه‌ریزی شهری و ساختمانی با همکاری سازمان ملل متحد به انجام رسید.

## پس از انقلاب
از سال ۱۳۶۹ شورای عالی با حفظ اختیار خود در تصویب نهایی طرح‌ها، اختیار تصویب طرح جامع شهرهای واقع در مناطق جنگ زده و همچنین شهرهایی را که جمعیت آن‌ها طبق سرشماری ۱۳۶۵ کمتر از دویست هزار نفر بوده، به شورایی به ریاست استاندار و عضویت مدیران کل یا بالاترین مقام استای دستگاه‌های عضو شورای عالی، تحت عنوان شورای شهرسازی استان واگذار نمود. در اثر این اقدام، تصویب طرح‌های جامع شهری سرعت بسیار بیشتری پیدا کرد و شورای عالی فرصت آن را یافت که به مسائل مهم‌تر و اساسی‌تر یعنی طرح‌های منطقه‌ای، مکانیابی شهرهای جدید، مکانیابی توزیع فعالیت‌های متمرکز در تهران، تعیین نقش شهرهای اصلی و ضوابط و مقررات عمومی شهرسازی بپردازد.
در زمینه ضوابط و مقررات عمومی شهرسازی تا قبل از انقلاب اسلامی فقط یک مصوبه تحت عنوان «دستورالعمل صدور پروانه تأسیس و پروانه بهره‌برداری از شهرک در خارج از محدوده قانونی و حریم شهرها» تهیه شده بود. لیکن در سال‌های پس از پیروزی انقلاب اسلامی و مخصوصاً از سال ۱۳۶۹ به بعد این زمینه مصوبات مهم و متعددی تهیه و تصویب شد.